# Shinsenzai-wakashū
Shinsenzai-wakashū (jap.: 新千載和歌集 auch: 新千載集 Shinsenzaishū, dt. etwa Sammlung aus tausend Jahren) ist eine Waka-Anthologie, die vom Tennō Go-Kōgon (1336–1374) in Auftrag gegeben und die ca. 1359 fertiggestellt wurde. Der Kompilator der Anthologie war Fujiwara no Tamesada, der auch die Anthologie Shokugoshuishu zusammenstellte. Die Anthologie umfasst 20 Rollen mit insgesamt 2.364 Waka.